# Cheilea dormitoria
Cheilea dormitoria là một loài động vật thân mềm chân bụng sống ở biển trong họ Hipponicidae.